# Quel amour d'enfant !
Quel amour d'enfant ! est un roman de la comtesse de Ségur paru en 1867. Il raconte l'histoire d'une fillette, Giselle de Gerville, désobéissante et très indisciplinée, de sa mère Léontine, de son père Victor, et de sa famille, qui comprend son oncle Pierre et ses tantes Laurence et Blanche (frère et sœurs de Léontine), ses cousins et cousines, sans oublier Monsieur Tocambel, un ami de Mme de Monclair, la tante de Léontine.

## Résumé
Giselle, une fillette de dix ans, est depuis sa naissance beaucoup trop gâtée par ses parents, qui cèdent à tous ses caprices. Son oncle, Pierre, en fait la remarque à sa mère Léontine, qui refuse de se rendre à l'évidence avant d'en parler à son mari Victor. Lui-même ne prête guère plus d'importance à l'affaire et continue de gâter outrageusement sa fille.
Le temps passe ; Giselle grandit, accumulant caprices, colères, mensonges, puis méchancetés et finalement, vol. Alors qu'elle a presque 11 ans, la tante de sa mère, Mme de Monclair, réussit à la convaincre d'échapper à la mauvaise influence de ses parents en allant au couvent. Pour cela, elle nargue Giselle en soulignant à plaisir que sa mauvaise conduite la ferait inévitablement chasser du couvent. Giselle, furieuse de la remarque de  Mme de Monclair, insiste pour entrer au couvent, pour lui prouver qu'elle a tort. Quand sa mère apprend la nouvelle, elle commence par fondre en larmes ; mais les explications convaincantes de sa tante viennent à bout de sa résistance, et elle accepte finalement de laisser Giselle partir au couvent. En revanche, quand vient le moment d'en parler à Victor, le père de la fillette, il s'avère plus difficile de le convaincre d'accepter l'idée, même s'il finit par y consentir, persuadé qu'il est sûr que sa fille ne tiendra que quelques jours au couvent, puis indigné aussi de « l'ingratitude » de sa fille. Giselle, dont le comportement avec ses parents est régulièrement odieux, ne montre aucun regret lorsque vient le moment du départ pour le couvent. À 12 ans, elle revient chez elle et retrouve ses parents qui ne lui ont point manqué. Si le comportement de Giselle a été un peu corrigé par son passage au couvent, elle  redevient rapidement insupportable une fois rentrée chez elle. Se rendant compte du manque total d'autorité de ses parents à son égard, elle finit par demander à retourner au couvent, où il ne lui était pas permis de n'en faire qu'à sa tête. Ses parents, quoiqu'avec beaucoup de difficulté, finissent par accepter qu'elle les quitte de nouveau. La scène du départ reproduit celle de l'année précédente. Giselle fait sa première communion. Elle revient chez elle presque tout à fait corrigée.
Elle grandit encore, et, à 17 ans et demi, demande à épouser Julien, un ami de la famille, alors âgé de 24 ans. Sa mère accepte ainsi que son père. Blanche, l'une des tantes de Giselle, parle à Julien pour lui demander s'il consent à l'épouser. Il y est prêt, mais non sans quelques réserves sur le caractère difficile de la jeune fille, dont il appréhende de ne pouvoir corriger l'éducation désastreuse. Mais Giselle est devenue une jeune femme ravissante, et une autre demande en mariage se présente, en la personne d'un duc de 40 ans, fort riche, qui demande sa main. Elle doit donc choisir: soit l'élu de son cœur, Julien, soit l'élu de sa vanité, le riche duc.
La vanité l'emporte sur le cœur, et Giselle se fiance au duc. Apprenant la nouvelle, Julien vient faire ses adieux « pour toujours » à Giselle ; celle-ci pleure beaucoup et Julien aussi. Quand, mariée, elle va habiter chez le duc, tout aux plaisirs de sa vie brillante, elle ne pense même plus à Julien. Son mari lui offre des cadeaux de plus en plus somptueux, Giselle tourbillonne de bal en bal... Et les époux s'éloignent l'un de l'autre à la suite de nombreuses scènes, de plus en plus vives et fréquentes, amenant un refroidissement: « Deux ans après son mariage, Giselle sortait seule pendant que son mari cherchait des distractions de son côté ». Désenchantement, désamour et abandon du duc, amer et ruiné par leurs dépenses communes, Giselle va chercher asile chez ses parents.
Dix ans après son mariage, trois ans après avoir été chassée par son mari, et dix mois après le décès de celui-ci à la suite d'une chute de cheval, Giselle est un soir tristement assise dans le salon de sa mère, lorsque Julien y entre, croyant trouver Léontine. Giselle, reconnaissant Julien, se jette à son cou et lui dit : « Julien, que je suis contente de vous revoir ! Mon pauvre mari est mort ! Comme je regrette tout ! Tout ce que je suis et que j'ai fait ! ». Sur ces paroles elle perd presque connaissance. Julien effrayé, la ranime et lui demande de tout lui expliquer calmement, ce qu'elle fait. Julien l'écoute, et à la fin de la discussion, ils se rappellent combien ils s'aimaient. Deux années s'écoulent encore, avant que Julien n'épouse une Giselle enfin apaisée. Ils vivent alors heureux et ont trois enfants ; l'aînée, dont le caractère difficile rappelle celui de sa mère, est cependant tenue par la sage fermeté de ses parents. Et, lorsque Giselle s'alarme des sautes d'humeur de son aînée, son mari la taquine en s'extasiant devant « cet amour d'enfant ! ».

## Illustrateurs
Ce roman est illustré à l'origine par Émile Bayard, puis notamment par André Pécoud, Jobbé-Duval, Luce Lagarde, etc.

## Bibliographie

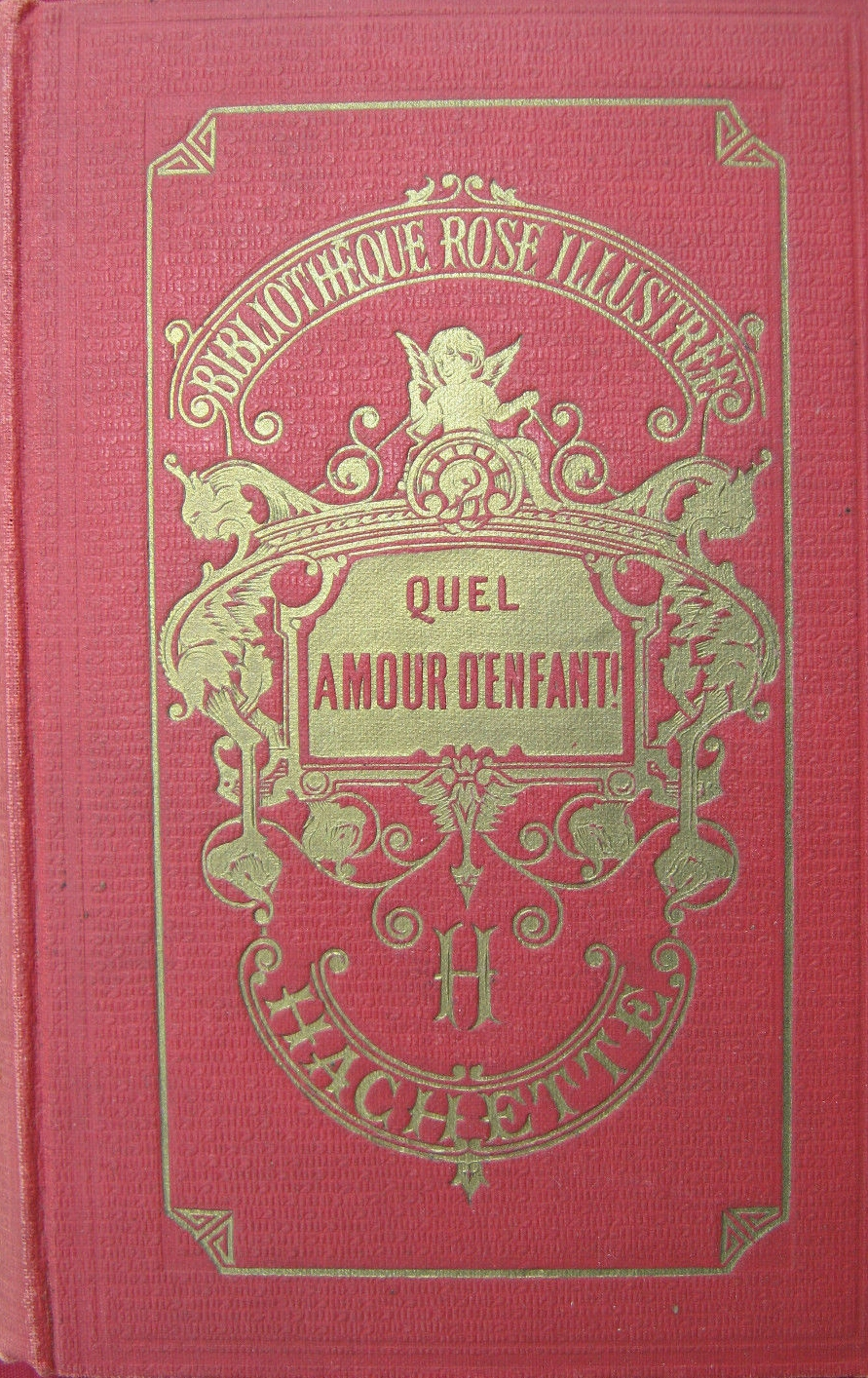
Quel amour d'enfant !, Bibliothèque rose.